# Sacedón

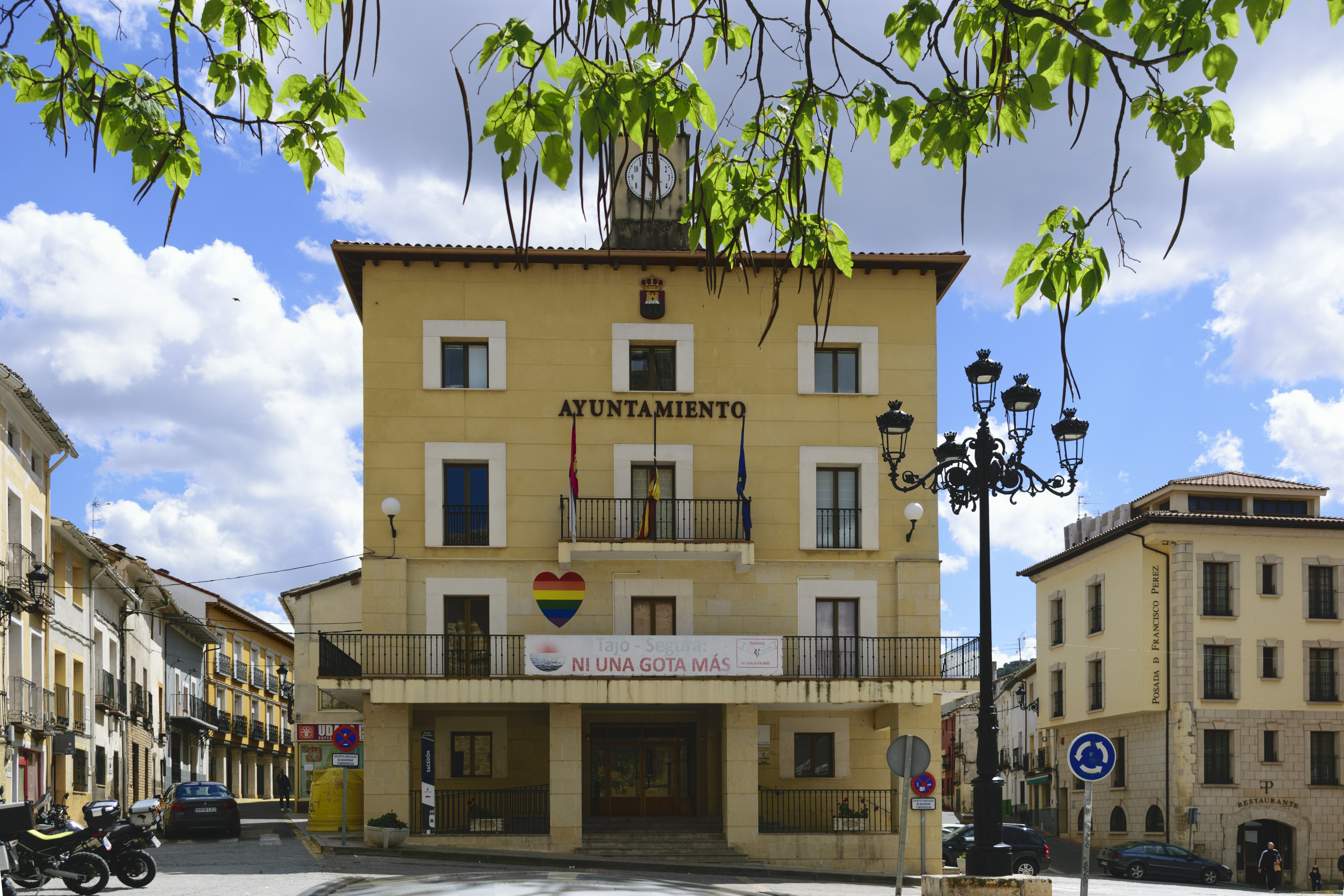
Fachada del Ayuntamiento

Sacedón es un municipio y localidad española de la provincia de Guadalajara, en la comunidad autónoma de Castilla-La Mancha. El término, ubicado en la comarca de La Alcarria, tiene una población de 1595 habitantes (INE 2024).

## Geografía
Integrado en la comarca de La Alcarria, se sitúa a 56 kilómetros de la capital provincial. El término municipal está atravesado por la carretera nacional N-320, entre los pK 213 y 224, por la carretera nacional N-204, que se dirige hacia Cifuentes, por la carretera autonómica CM-2000, que conecta con Buendía, y por una carretera local que permite la comunicación con Pareja.
El relieve del municipio está definido por una zona llana entre dos montañosas, al este la que rodea a la pedanía de Córcoles, que supera los 1000 m de altitud, y al oeste, las primeras estribaciones de la sierra de Altomira, que llegan a los 1063 m en la Peña del Reloj. Estas características geográficas facilitan que se asienten el embalse de Entrepeñas al norte, el embalse de Bolarque al oeste y el de Buendía al sur. La altitud varía entre los 1063 m al suroeste y los 650 m a orillas del embalse de Bolarque. El pueblo se eleva hasta los 740 m sobre el nivel del mar.
El municipio de Sacedón limita con los municipios de Auñón, Pareja, Alocén, Alcocer, Sayatón, Buendía (Cuenca), Villalba del Rey (Cuenca) y Cañaveruelas (Cuenca).

## Historia
La localidad recibió el privilegio de villazgo el 21 de marzo de 1553 durante el reinado de Carlos I, cuando se independizó de Huete.Dentro de su término municipal estuvo situado el que fuera balneario real de la Isabela, creado en tiempos de Fernando VII y desaparecido en 1950 cuando quedó bajo las aguas del embalse de Buendía, junto a otras localidades, como Poyos, cuyo término municipal quedó incorporado al de Sacedón. El lugar era balneario utilizado por los reyes de España.
A comienzos del siglo XX el ferrocarril llegó al municipio sacedonense con la inauguración en 1919 de un tramo del ferrocarril del Tajuña, que contó con su propia estación en la zona. La construcción de esta línea, sin embargo, nunca llegó a completarse y las vías terminaban en Alocén. Los servicios ferroviarios de pasajeros se mantuvieron algunos años, sin experimentar grandes tráficos, hasta que se clausuró el tramo Auñón-Sacedón en 1946.

## Demografía
Sacedón cuenta con una población de 1595 habitantes (INE 2024).
| Gráfica de evolución demográfica de Sacedón entre 1842 y 2021 |
| |
| Población de derecho según los censos de población del INE Población de hecho según los censos de población del INEEntre el censo de 1960 y el anterior, crece el término del municipio porque incorpora a Poyos Entre el censo de 1970 y el anterior, crece el término del municipio porque incorpora a Córcoles |

Los datos, elaborados a partir de las estadísticas del Instituto Nacional de Estadística|(INE), comprenden los habitantes empadronados en los núcleos de población que están situados dentro del término municipal de Sacedón que son: Sacedón, Córcoles y varias urbanizaciones como Las Brisas y otras.
La inmigración, procedente de países europeos, como Rumanía o Bulgaria fundamentalmente, es la causa de la variación demográfica positiva de los últimos años.

## Símbolos
El escudo heráldico que representa al municipio fue aprobado el 11 de junio de 1985 con el siguiente blasón:

Escudo cortado, primero, de gules, sostenido de peñas de plata, un lienzo de muralla de oro entre dos torres y defendida su puerta de un matacán, segundo, en campo de oro, dos coronas de laurel, de sinople puestas en faja. Al timbre corona real cerrada.
Diario Oficial de Castilla-La Mancha n.º 24 de 18 de junio de 1985

La bandera que representa al municipio es amarilla de proporción 2:3, con un triángulo rojo con base en el asta y vértice opuesto en el centro del paño, cargado este de otro triángulo blanco también con base en el asta y el vértice opuesto a 1/4 del ancho de la bandera de distancia del asta.

## Patrimonio histórico-artístico

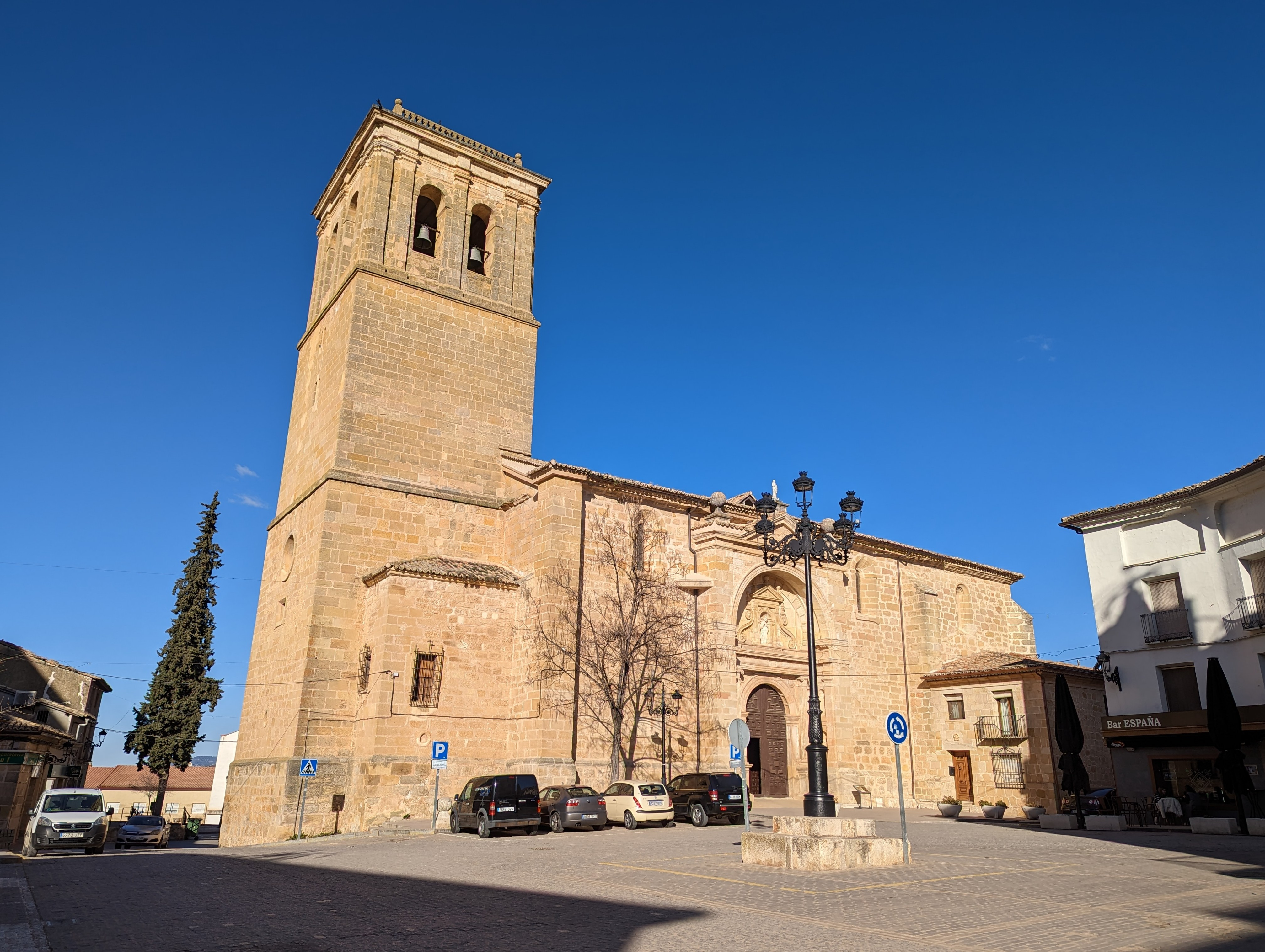
Iglesia de Nuestra Señora de la Asunción

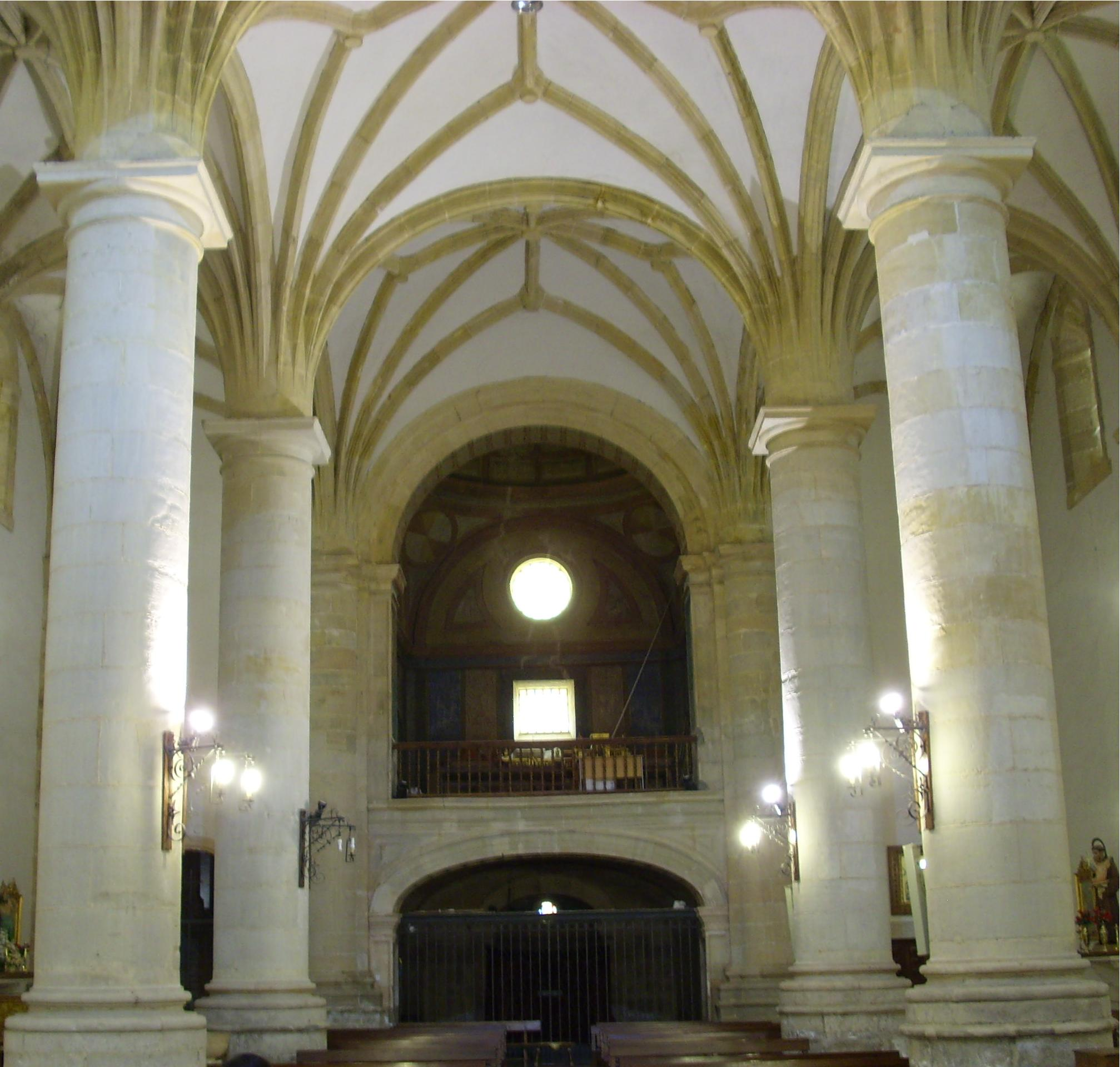
Interior de la iglesia de la Asunción

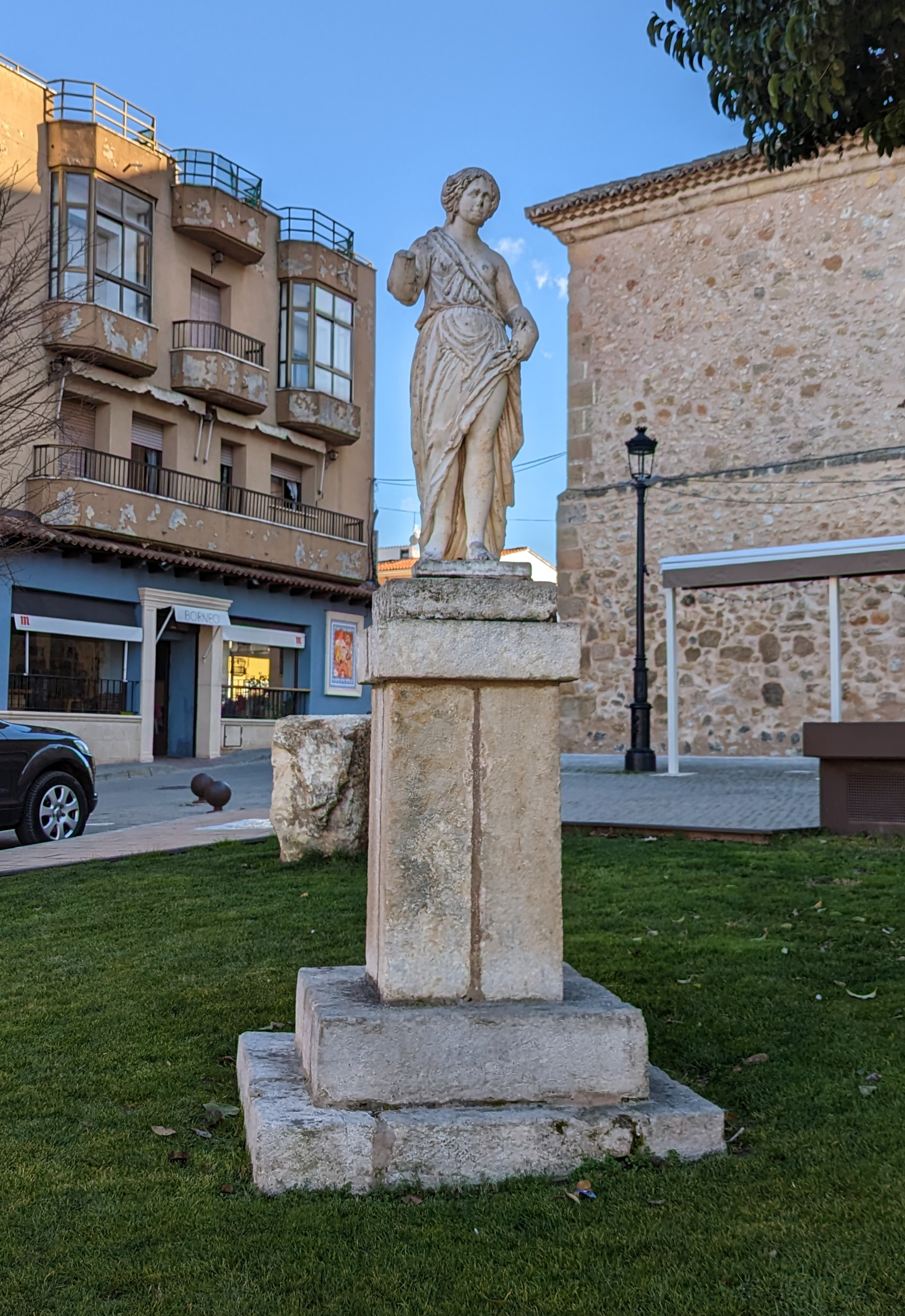
Escultura de la Mariblanca

Destacan como parte del patrimonio de Sacedón:
- Iglesia parroquial de Sacedón, obra del siglo XVI (1591, inscrito en la puerta principal);
- Ermita de la Santa Cara de Dios, obra del siglo XVIII;
- Monasterio cisterciense de Monsalud (Córcoles), obra del siglo XII;
- Iglesia parroquial de Córcoles, obra del siglo XIII;
- Escultura de la Mariblanca, obra procedente de las colecciones reales a través del Real Sitio de la Isabela;
- Rollo de Trujillo, copia de la famosa picota gótica de la ciudad extremeña;
- Sacedón, junto con otras localidades alcarreñas, forma parte de una ruta turístico-literaria creada a raíz del libro Viaje a la Alcarria, del escritor Camilo José Cela.[13]

## Recursos medio ambientales

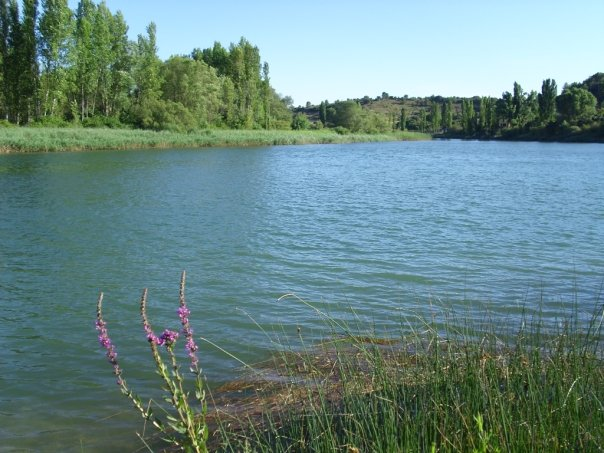
El embalse de Bolarque, cerca de Sacedón.

- Embalses de Entrepeñas y Buendía, así como el entorno de ambos embalses que llegó a ser conocido como el Mar de Castilla.[14] Este recurso supuso en otros tiempos una actividad náutica destacable en la zona, pero que hoy ha quedado muy limitada. Aún sigue siendo destino de pescadores aficionados, que acuden a practicar la pesca recreativa.
- La caza de especies mediterráneas como el jabalí o la perdiz es una importante actividad turística en la zona complementaria a los deportes náuticos en decadencia.
- La escalada, que las formaciones naturales de la zona posibilitan en parajes como el de Entrepeñas, así como otros deportes de naturaleza como el senderismo o la equitación son recursos potenciales con una incipiente explotación turística en el comienzo del siglo XXI.